# Betula utilis var. utilis
Betula utilis var. utilis, sin. Betula albosinensis var. septentrionalis, el abedul chino de corteza roja es un árbol de fronda de hasta 20 m de alto, de la familia de las betuláceas.

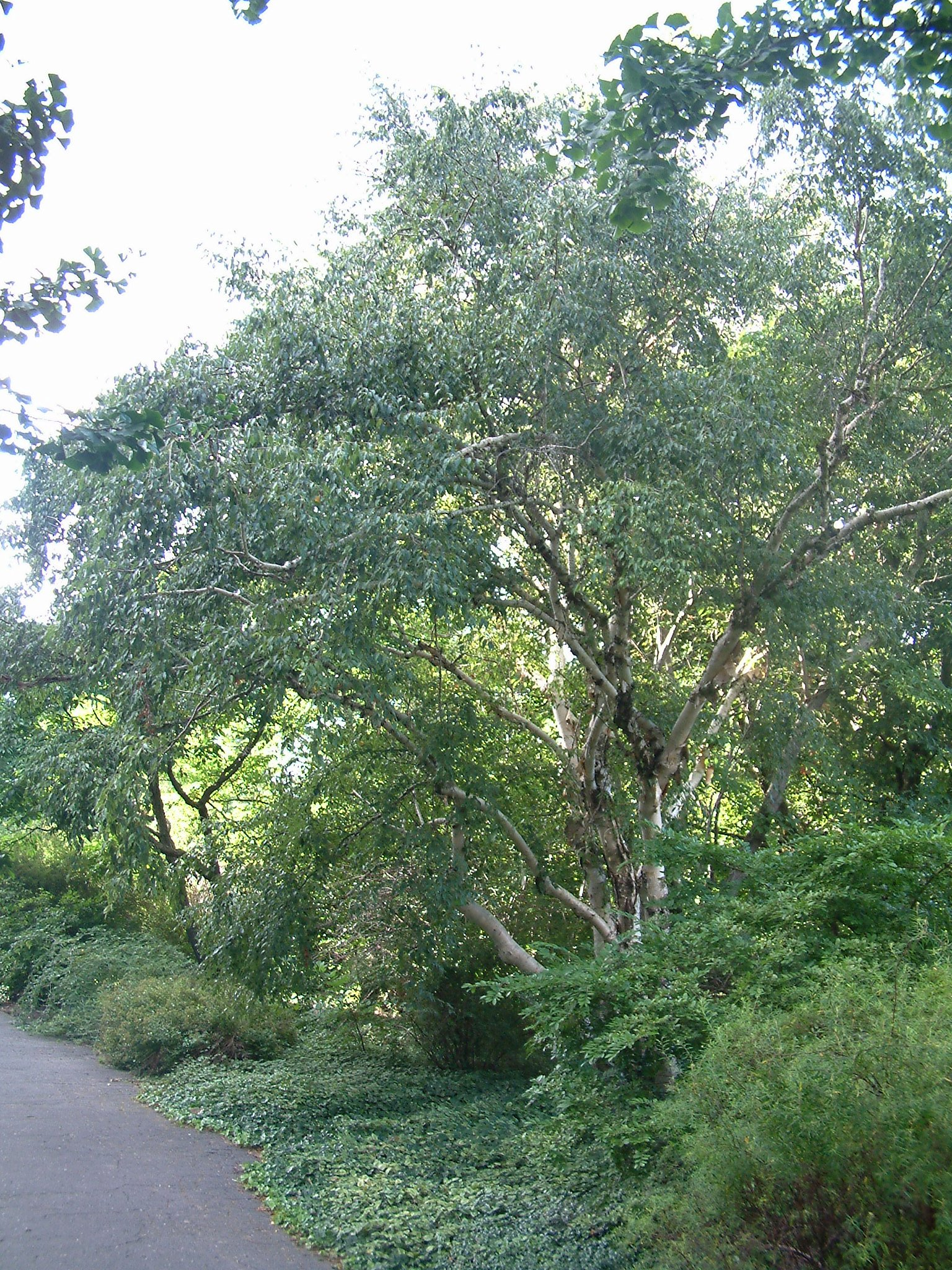
Vista del árbol

## Descripción
La corteza es de color naranja a pardo rojizo. Las hojas del Betula albosinensis var. septentrionalis son alternas, de forma oblongo-aovada, con un acumen largo y de 5 a 9 cm de largo, con borde doblemente aserrado. 

## Distribución
Es un árbol originario de China Central y Occidental que en Europa se encuentra en parques y jardines. Resiste en el invierno.

## Taxonomía
Betula utilis var. utilis fue descrita por Carlos Linneo y publicado en Species Plantarum 2: 983. 1753.
Etimología
Betula: nombre genérico que dieron los griegos al abedul.
utilis: epíteto latino que significa "útil".
Sinonimia
- Betula albosinensis var. septentrionalis C.K.Schneid.
- Betula bhojpattra Lindl. ex Wall.
- Betula bhojpattra var. glandulifera Regel
- Betula bhojpattra var. latifolia Regel
- Betula castanae Buch.-Ham. ex Hook.f.
- Betula utilis var. glandulifera Regel
- Betula utilis var. latifolia Regel[4]